# Новые Территории (Гонконг)

Зелёным цветом отмечены Новые Территории в Гонконге

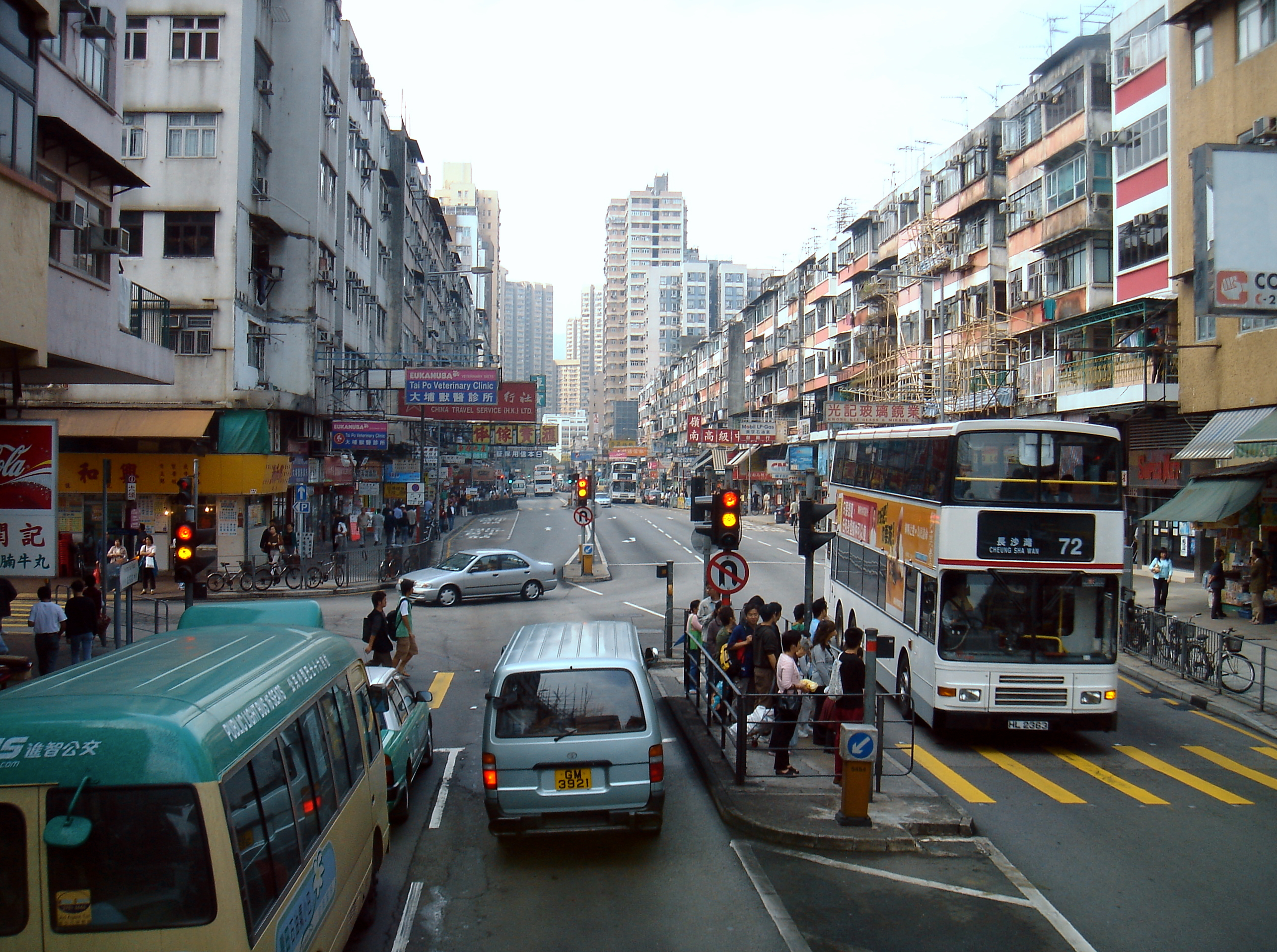
Улица Квонг Фук в Тай-По, округе в Новых Территориях

Новые Территории (англ. New Territories, NT или N.T.) — одна из трех частей специального административного района Гонконг (Сянган), помимо которой выделяют также собственно остров Гонконг и Коулун. Население Новых Территорий (данные 2006 г.) — 3 691 093 человек. Плотность населения — 3,8 тыс. чел./км². Площадь около — 952 км². Занимает 86,2% территории Гонконга и содержит около половины его населения. 

## Административное деление
Округа, расположенные на территории:
- Кхуайчхин (Kwai Tsing, 葵青區) — население — 524 тыс. человек, площадь — 23,34 км².
- Чхюньвань (Tsuen Wan, 荃灣區) — население — 289 тыс. человек, площадь — 61,71 км².
- Тхюньмунь (Tuen Mun, 屯門區) — население — 502 тыс. человек, площадь — 82,89 км².
- Юньлон (Yuen Long, 元朗區) — население — 534 тыс. человек, площадь — 138,46 км².
- Северный (North, 北區) — население — 281 тыс. человек, площадь — 136,61 км².
- Тайпоу (Tai Po, 大埔區) — население — 294 тыс. человек, площадь — 136,15 км².
- Сатхинь (Sha Tin, 沙田區) — население — 608 тыс. человек, площадь — 68,71 км².
- Сайкун (Sai Kung, 西貢區) — население — 407 тыс. человек, площадь — 129,65 км².
- Айлендс (Islands, 離島區) — население — 137 тыс. человек, площадь — 175,12 км².